# Spútnik 5

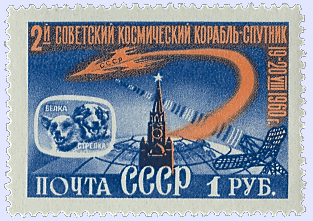
Segell commemoratiu de la missió

El Korabl-Spútnik 2 (també conegut a Occident com Spútnik 5) va ser un satèl·lit artificial soviètic dins del Programa Spútnik, llançat el 19 d'agost de 1960. Va ser la segona prova de vol del Programa Vostok.
Portava a bord els gossos Belka i Strelka, 40 ratolins, 2 rates i diversitat de plantes. La nau va tornar a la Terra l'endemà i tots els animals van ser recuperats sans.